# 音楽の稽古
『音楽の稽古』（おんがくのけいこ、蘭: De muziekles、英: The Music Lesson）は、オランダ黄金時代の画家ヨハネス・フェルメールが1662年から1665年ごろに描いた絵画。キャンバスに油彩で描かれた作品で、イギリス王室の美術品コレクションであるロイヤル・コレクションが所有し、ロンドンのセント・ジェームズ宮殿に所蔵されている。

## 歴史
『音楽の稽古』は、もともとフェルメール最大のパトロンだったピーテル・ファン・ライフェンが所有していた絵画コレクションの一つで、ファン・ライフェンの死後に女婿ヤーコプ・ディシウスが受け継いだ作品である。ディシウスは1695年に死去し、1696年に開催された遺品売却のオークションで、コレクションが売却された。さらに、ヴェネツィアの画家ジョヴァンニ・アントニオ・ペレグリーニが1718年に購入した後、ジョセフ・スミスが購入した。
『音楽の稽古』は、イギリス王ジョージ3世の治世下にロイヤル・コレクションに加えられたが、ジョージ3世はこの『音楽の稽古』に興味がなく、購入するつもりもなかったといわれている。しかしながら、ジョセフ・スミスがジョージ3世が欲しがっていた書物とともにこの作品を売りに出したために、ジョージ3世は『音楽の稽古』も購入することを余儀なくされた。ただし、このときには作品に記された署名の読み誤りから、同時代のオランダ人画家フランス・ファン・ミーリスの作品として購入されている。その後、1866年になってフランス人美術史家テオフィル・トレ・ビュルガーがフェルメールの真作だと同定した。